# Шебелинське повстання 1829
Шебелинське повстання 1829 — повстання селян слободи Шебелинка та довколишніх сел і слобід Слобідсько-Української губернії проти наміру царського уряду перетворити їх на військові поселення. Під час повстання 6—11 червня 1829 року зібралося більше 3 тисяч селян під проводом С. Дьоміна і К. Ведерникова. Повстання було криваво придушене урядовими військами карабінерів й уланів — 109 убитих, 143 учасників віддано під військовий суд, 2 провідників засуджено на довічну каторгу, 48 відправлено до військових поселень на Херсонщину.

## Історія
Мешканцями сіл Слобідсько-Української губернії переважно були селяни-однодвірці, предки яких ще за часів генерал-фельдмаршала Б.-К.Мініха переселилися сюди із Центральної Росії для будівництва оборонної лінії. Пізніше вони склали одну з груп державних селян, отримали в подвірне володіння
землю на правах власності. З перших кроків введення військових поселень однодвірці втрачали особисту та господарську свободу, зазнавали значних земельних втрат.

Заворушення розпочалися під час принесення присяги. Центром руху стало с. Шебелинка (нині село Балаклійського району Харківської області), жителі якого відмовилися складати присягу. Масового характеру рух набув 25 травня 1829. Жителі 15-ти сіл, що перетворювалися на військові поселення, відмовилися йти на інспекційний огляд у слободу Мілова (нині село Балаклійського району Харківської обл.). 26 травня в Шебелинці розпочалося справжнє повстання. Однодвірці розгромили ескадронний комітет, його членів побили та заарештували.

Своїм отаманом повстанці обрали Степана Дьоміна. В усі села, що відходили під поселення, розіслали гінців із закликом приєднуватися до них. У Шебелинку зібралися до 3 тис. селян. 27 травня для втихомирення селян було послано ескадрон Серпуховського уланського полку на чолі з генерал-майором А.Коровкіним. Умовляння властей не справляли враження на повстанців. Останні твердо заявляли, що не бажають військові поселення, а хочуть залишитися однодвірцями.

Проти непокірних було застосовано військову силу. Озброївшись палицями та знаряддями праці, селяни вчинили рішучий
опір. Місцеві власті кинули для втихомирення додаткові загони.

30 травня 1829 розпочалася кривава розправа над непокірними, під час якої загинули 109 осіб.